# オントロジー (情報科学)
この記事では、情報学ないし情報科学（information science）におけるオントロジー（英語: ontology）について述べる。知識をある議論領域（ドメイン）内の「概念」並びに「概念間の関係」のなす順序組とみなしたときの形式的表現であり、そのドメイン内のエンティティ（実体）を理由付けしたり、ドメインを記述するのに使われる。
「共有されている概念化の形式的・明示的仕様」といったように言われることもある。オントロジーは、あるドメインをモデル化するために使われている語彙を提供する。それらはドメイン内に存在しているオブジェクトや概念の型、プロパティ、関係である。
オントロジーは、情報を組織化する構造的フレームワークであり、世界またはその一部についての知識表現の形として、人工知能、セマンティックWeb、システム工学、ソフトウエア工学、バイオメディカルインフォマティクス、図書館情報学、エンタープライズ・ブックマーキング、および情報アーキテクチャ、その他で使われる。ドメイン・オントロジの生成はエンタープライズアーキテクチャフレームワークの定義と利用への基本である。

## 概要
「オントロジー」という用語は、哲学が起源であるが、多くの異なる意味で用いられる。単語『オントロジー』は、ギリシャ語で「存在」を意味する ὄν (on) から来ている。計算機科学では、タイプ、特性、および関係タイプのセットから成る世界を記述するためのモデルを指すことが多い。正確にこれらの変化の周りに準備されるものは様々だが、それらはオントロジーの必需品である。実世界と一つのオントロジーでのモデルの特徴との間の近い類似性が一般に期待されている。
多くのオントロジーが計算機科学と哲学の両方で共通に持っているものは、エンティティ、アイデア、およびイベントに関する特性と関係とともに、それらをある分類システムに沿って表現することである。両方のフィールドで、存在論的相対性の問題（例えば、哲学ではQuineとKripke、計算機科学ではSowaとGuarino）において重要な作業を見つけ出し、そして規範的オントロジーが実行可能かどうかに関わる討議をする（例えば、哲学における基本を議論し、AIにおけるCycプロジェクトを議論する）ことである。2つの間の相違は主として焦点の問題である。計算機科学者が第一次原則の議論（そのようなものが固定化された本質として存在するかどうか、あるいはエンティティがプロセスよりオントロジー的により一次的でなければならないかどうかのような議論）にあまり関わらない一方で、哲学者は計算機科学における研究者より固定化され統制された語彙を確立することにそれほど関心がない。哲学者は人間のための思考道具としてオントロジーを用いるのに対して、計算機科学者は計算機処理を考えるために人間が使う思考道具としてオントロジーを用いたいという立ち位置の違いによる。

## 歴史
歴史的に、オントロジーは、何が存在するかの存在の本質である形而上学として知られる哲学の分岐として発生した。この基本的分岐は、特定と一般の間、内因と外因の間、および本質と実在の間の関係に注目して、存在の様々なタイプまたはモードの分析に関係する。特定におけるオントロジー的問合せの伝統的目標は、それらの基本的分類、あるいは種別を発見するため、自然に落着くオブジェクトへ『そのジョイント』の世界に分離することである。
20世紀後半に、哲学者は、大変細密なオントロジー自体を実際に「構築する」こと無く、オントロジーを構築可能な手段あるいはアプローチを議論した。対照的に、コンピュータ科学者は、「どのように」それらが構築されるかについて少しの議論で、WordNetやCycのような大規模で堅牢なオントロジーを構築した。
1970年代中ごろから、人工知能分野の研究者達は、知識の獲得が大きくて強力な人工知能システムを構築する上で重要である、と認識した。人工知能研究者は、一定の自動化された理由づけのタイプを可能にするコンピュータ的モデル として彼らが新しいオントロジー（概念体系）を創作することを議論した。1980年代に、AIコミュニティは、モデル化された世界と知識システムの構成要素の理論の両方を参照するため、用語「概念体系（オントロジー）」を使い始めた。何人かの研究者は、哲学的オントロジーからひらめきを描いて、適用される哲学の一種としてコンピュータ的オントロジーを眺めた。
1990年代初期に、Tom Gruberによる、幅広く引用されたWebページと論文『知識共有のため使われるオントロジーの設計に向けた原則』 が、コンピュータ科学における技術用語として「概念体系（オントロジー）」の意図的定義が認められた。Gruberは、概念化の仕様を意味する用語を紹介した。すなわち、概念体系は、あるエージェントまたはエージェントのコミュニティのため公式に存在し得る、概念と関係性の（プログラムの公式仕様のような）記述である。この定義は概念定義のセットとしてオントロジーの用途と整合しているが、しかしより一般的である。そしてそれは、それを哲学で使うより用語の異なった感覚である。
Gruberによれば『オントロジーは時には、クラスの階層的分類体系（タキソノミ）、クラスの定義、及びその包括的関係と等価であるが、しかしオントロジーはそれらの形式を限定する必要はない』に従う。オントロジーはまた、用語を紹介するのみで世界についてどんな知識も付加することのない典型的な論理感覚での定義である、保守的定義に限定されない。概念化を規定するため、一つは、定義された用語の可能な解釈を制約する公理を述べることが必要である。
21世紀の初期に、認知科学の学際的プロジェクトが、共により近い2つの学者サークルに持ち込んだ。例えば、コンピュータ科学の研究者が、オントロジー（時には彼らの手法のため直接的結果）で作業するそれらの哲学者を更に参照する一方で、コンピュータ科学の公式なオントロジー（時にはソフトウエアの作業中ディレクトリでさえ）を分析する哲学者を含む『哲学におけるコンピュータ化の転向』の議論が存在する。未だに、これら両方の分野の多くの学者が、認知科学のこの傾向に係わり、そしてお互い独立に作業を続け、それらの異なる懸念を別々に追求している。

## 構成要素
現代のオントロジーは、それがどのような言語で表現されるかに関係なく、多くの構造的類似性を共有する。上記で述べたように、ほとんどのオントロジーは個体（インスタンス）、クラス（概念）、属性、および関係を記述する。この節では、これら構成要素のそれぞれが一通り議論される。 
オントロジーの共通な構成要素は下記を含む：
エンティティインスタンス又はオブジェクト（基本または基幹レベルオブジェクト）
クラス集合、 あつまり、 概念、プログラミングにおけるクラス、オブジェクト・タイプ、あるいはモノの種類
属性オブジェクト（およびクラス）が持ち得る、側面、特性、特徴、特長、あるいはパラメータ
関係クラスとエンティティが他のそれと関係づけられる方法
機能条件一つの表明における一つの個体の場所で使われる特定の関係から形成される複雑な構造
制約入力として受け入れられるいくつかの主張のため真でなければならない公式に表明された記述
ルールある特定の形式で主張から描き出される論理的推論を記述する先行的結果の if-then文の形による表明
公理オントロジーがアプリケーションのそのドメインを記述する全体的理論を一緒に構成する、論理形式における（ルールを含む）仮定。この定義は、生成文法や数理論理学における公理の形式とは異なる。それらの専門分野では、公理は先験的知識と仮定されたステートメントであるものだけを含む。ここで使う「公理」は、自明なステートメントから派生した理論も含む。
イベント (哲学)属性または関係の変化
オントロジーはオントロジー言語を使って共通にコード化される。

## ドメイン・オントロジーと上位のオントロジー
一つのドメイン内概念体系（あるいはドメイン内特定概念体系）は特定ドメイン、あるいは世界の一部の仕組を記述（モデル化）する。それは、それらがそのドメインに適用する用語の特定な意味を表す。例えば、用語「カード」は、多くの異なる意味を持つ。コンピュータ・ハードウエア世界のドメイン内でのオントロジーがパンチカード、あるいはビデオ・カードの意味でモデル化する一方で、ポーカードメインでのオントロジーは、その用語はトランプの意味でモデル化する。
ある上位オントロジー（または基礎オントロジー）は、ドメイン内概念体系の範囲を超えて適用される汎用的な共通オブジェクトの一つのモデルである。それは、それらが関係するドメインのセットで様々に使われるように、基準と関連するオブジェクト記述を包含する一つのコア用語集を採用する。Dublin Core、 汎用公式概念体系 (GFO)、 OpenCyc/ResearchCyc、 推奨上位合併概念体系 (SUMO)、および 言語および認識工学のための記述的概念体系 (DOLCE) を含んで、利用可能な幾つもの標準の上位概念体系が存在する。何かによって上位概念体系が考察される一方で、WordNetは一つの概念体系に厳密ではない。しかしながらそれは学習領域の概念体系の一つの言語ツールとして採用された。
Gellishオントロジーは、上位とドメイン内の概念体系の組合せの例である。
ドメイン内概念体系は、各種の特定における概念と時には取捨選択する方法を表現することから、しばしば矛盾する。ドメイン内概念体系の拡張に頼るシステムのように、それらはより汎用的な表現でのドメイン内概念体系に合体することを必要とする。これは概念用語体系への挑戦を表す。同じ領域内での異なった概念用語体系はまた、文化的、教育的、イデオロギ的、あるいは異なった表現言語が選ばれた背景をベースとしたドメインごとの異なった認識のため生じる。
現在、共通基盤概念体系から開発されない合成概念体系は、主としてマニュアル処理となり、そのため時間浪費や高価になる。ドメイン内概念体系の要素の意味を特定化を伴う基本要素のセットを提供する同じ基盤概念を用いるドメイン内概念体系を自動的に合成することができる。 合成概念体系のための汎用化技術における研究が存在するが、この分野の研究は未だ大いに理論的である。

## オントロジー工学
概念体系工学（またはオントロジー構築）は、概念体系の構築のための手法または手法論を研究する、知識工学の一つのサブ分野である。この分野では、概念体系の開発過程、概念体系のライフサイクル、およびそれらをサポートするツール・スーツと言語を研究する。
オントロジー工学は、ソフトウエア・アプリケーション、および事業体と特定のドメインのための事業手続きに含まれる知識を明示的にする。オントロジー工学は、事業用語とソフトウエア・クラスの定義に関係する障壁のような、意味的障害によって引き起こされた相互運用性の問題を解決する方向を提供する。オントロジー工学は、特定のドメインのため概念体系を開発することに関係するタスクのセットである。

## オントロジー言語
オントロジー言語は、概念体系をコード化するため使われる、一つの形式言語である。私有や標準ベースの両方で、概念体系のための多くのそのような言語が存在する：
- 共通代数仕様言語（英語版） (CASL, Common Algebraic Specification Language) は、情報処理国際連合ワーキンググループ1.3『システム仕様の基礎 (WG 1.3 Foundations of System Specification) 』で開発され、そしてソフトウエア仕様の領域でのデファクト標準として機能する、汎用論理ベース仕様言語である。それは今、モジュール化と構造化メカニズムを提供するための概念体系仕様に適用されている。
- 共通論理（英語版） (CL, Common Logic)は、お互いに正確に変換し合えるオントロジー言語ファミリのための仕様である、ISO標準24707である。
- Cycプロジェクトは、幾つかの高次の拡張を持つ一階述語論理に基づく、CycL（英語版）と呼ばれるそれ自身のオントロジー言語を持っている。
- オントロジー基盤手法とアプリケーション開発（英語版） (DOGMA, Developing Ontology-Grounded Methods and Applications) は、より高いレベルの意味的安定性を提供するための事実志向モデリング・アプローチを採用した。
- Gellish（英語版） ("Generic Engineering Language") は、それ自身の拡張のためのルールを含み、そこでオントロジー言語と概念体系を統合する。
- IDEF5（英語版） (Ontology Description Capture Method)は、有用で正確なドメイン概念体系を開発と維持をする一つのソフトウエア工学手法である。
- 知識交換フォーマット（英語版） (KIF, Knowledge Interchange Format)は、S式に基づく一階述語論理のための一つの構文である。
- ルール交換フォーマット（英語版） (RIF, Rule Interchange Format) と F-Logic（英語版）は概念体系とルールを結合する。
- Webオントロジー言語 (OWL)は、初期のオントロジー推論レイヤ（英語版） (OIL, Ontology Inference Layer)、DARPAエージェント・マークアップ言語（英語版） (DAML, DARPA Agent Markup Language)、及び:en:DAML+OILを含むオントロジー言語プロジェクトと同じように、Resource Description Framework (RDF) と*RDF Schema（英語版）からのフォローアップとして開発された、概念体系的ステートメントを作る一つの言語である。OWLは、WWWを超えて利用されることを意図しており、そしてその要素の全て（クラス、特性、及び個々）は、RDF、リソースとして定義され、そしてUniform Resource Identifier (URI)によって識別される。
- セマンティック・アプリケーション設計言語（英語版） (SADL)[15] は、Eclipseプラグインを経て入力される英語ライクを使う、OWLの表現の豊かさのサブセットを獲得する。
- オープン生物医学概念体系 (OBO, Open Biological and Biomedical Ontologies)、生物学と生物医学概念体系に使われる言語。(en:OBO Foundry)
- Meta-Object Facility (MOF) と UML は、 Object Management Group (OMG) の標準である。

## 発行されたオントロジーの例
- Basic Formal Ontology,[16] a formal upper ontology designed to support scientific research
- BioPAX,[17] an ontology for the exchange and interoperability of biological pathway (cellular processes) data
- BMO,[18] an e-Business Model Ontology based on a review of enterprise ontologies and business model literature
- CCO (Cell Cycle Ontology),[19] an application ontology that represents the cell cycle
- CContology (Customer Complaint Ontology),[20] an e-business ontology to support online customer complaint management
- CIDOC Conceptual Reference Model, an ontology for cultural heritage[21]
- COSMO,[22] a Foundation Ontology (current version in OWL) that is designed to contain representations of all of the primitive concepts needed to logically specify the meanings of any domain entity.  It is intended to serve as a basic ontology that can be used to translate among the representations in other ontologies or databases.  It started as a merger of the basic elements of the OpenCyc and SUMO ontologies, and has been supplemented with other ontology elements (types, relations) so as to include representations of all of the words in the Longman dictionary defining vocabulary.
- Cyc, a large Foundation Ontology for formal representation of the universe of discourse.
- Disease Ontology,[23] designed to facilitate the mapping of diseases and associated conditions to particular medical codes
- DOLCE, a Descriptive Ontology for Linguistic and Cognitive Engineering[10]
- Dublin Core, a simple ontology for documents and publishing
- Foundational, Core and Linguistic Ontologies[24]
- Foundational Model of Anatomy,[25] an ontology for human anatomy
- Friend of a Friend, an ontology for describing persons, their activities and their relations to other people and objects
- Gene Ontology for genomics
- Gellish English dictionary, an ontology that includes a dictionary and taxonomy that includes an upper ontology and a lower ontology that focusses on industrial and business applications in engineering, technology and procurement. See also Gellish as Open Source project on SourceForge.
- Geopolitical ontology, an ontology describing geopolitical information created by Food and Agriculture Organization(FAO). The geopolitical ontology includes names in multiple languages (English, French, Spanish, Arabic, Chinese, Russian and Italian); maps standard coding systems (UN, ISO, FAOSTAT, AGROVOC, etc); provides relations among territories (land borders, group membership, etc); and tracks historical changes. In addition, FAO provides web services (http://www.fao.org/countryprofiles/webservices.asp?lang=en) of geopolitical ontology and a module maker (http://www.fao.org/countryprofiles/geoinfo/modulemaker/index.html) to download modules of the geopolitical ontology into different formats (RDF, XML, and EXCEL). See more information on the FAO Country Profiles geopolitical ontology web page (http://www.fao.org/countryprofiles/geoinfo.asp?lang=en).
- GOLD,[26] General Ontology for Linguistic Description
- GUM (Generalized Upper Model),[27] a linguistically-motivated ontology for mediating between clients systems and natural language technology
- IDEAS Group,[28] a formal ontology for enterprise architecture being developed by the Australian, Canadian, UK and U.S. Defence Depts.
- Linkbase,[29] a formal representation of the biomedical domain, founded upon Basic Formal Ontology.
- LPL, Lawson Pattern Language
- NIFSTD Ontologies from the Neuroscience Information Framework: a modular set of ontologies for the neuroscience domain. See http://neuinfo.org
- OBO Foundry, a suite of interoperable reference ontologies in biomedicine
- Ontology for Biomedical Investigations, an open access, integrated ontology for the description of biological and clinical investigations
- OMNIBUS Ontology,[30] an ontology of learning, instruction, and instructional design
- Plant Ontology[31] for plant structures and growth/development stages, etc.
- POPE, Purdue Ontology for Pharmaceutical Engineering
- PRO,[32] the Protein Ontology of the Protein Information Resource, Georgetown University.
- Program abstraction taxonomy program abstraction taxonomy
- Protein Ontology[33] for proteomics
- Suggested Upper Merged Ontology, a formal upper ontology
- Systems Biology Ontology (SBO), for computational models in biology
- SWEET,[34] Semantic Web for Earth and Environmental Terminology
- ThoughtTreasure ontology
- TIME-ITEM, Topics for Indexing Medical Education
- UMBEL, a lightweight reference structure of 20,000 subject concept classes and their relationships derived from OpenCyc
- WordNet, a lexical reference system
- YAMATO,[35] Yet Another More Advanced Top-level Ontology

The W3C Linking Open Data Community Project coordinates attempts to converge different ontologies into worldwide Data Web.

## オントロジー・ライブラリ
The development of ontologies for the Web has led to the emergence of services providing lists or directories of ontologies with search facility. Such directories have been called ontology libraries.
The following are static libraries of human-selected ontologies.
- DAML Ontology Library[36] maintains a legacy of ontologies in DAML.
- Protege Ontology Library[37] contains a set of OWL, Frame-based and other format ontologies.
- SchemaWeb[38] is a directory of RDF schemata expressed in RDFS, OWL and DAML+OIL.

The following are both directories and search engines. They include crawlers searching the Web for well-formed ontologies.
- OBO Foundry / Bioportal[39] is a suite of interoperable reference ontologies in biology and biomedicine.
- OntoSelect[40] Ontology Library offers similar services for RDF/S, DAML and OWL ontologies.
- Ontaria[41] is a "searchable and browsable directory of semantic web data", with a focus on RDF vocabularies with OWL ontologies. (NB Project "on hold" since 2004).
- Swoogle is a directory and search engine for all RDF resources available on the Web, including ontologies.

## オントロジー・エンジンを使うアプリケーションの例
- SAPPHIRE (Health care) or Situational Awareness and Preparedness for Public Health Incidences and Reasoning Engines is a semantics-based health information system capable of tracking and evaluating situations and occurrences that may affect public health.